# Adam McLean
Adam McLean (Glasgow, 27 aprile 1899 – 29 luglio 1973) è stato un calciatore scozzese, di ruolo centrocampista.

## Carriera

### Club
Giocò nel campionato scozzese e inglese.

### Nazionale
Ha vestito la maglia della Nazionale scozzese tra il 1925 e il 1927.

## Palmarès

### Club

#### Competizioni nazionali
- Campionato scozzese: 3

Celtic: 1918-1919, 1921-1922, 1925-1926
- Coppa di Scozia: 3

Celtic: 1922-1923, 1924-1925, 1926-1927